# Nové Údolí (nádraží)
Nové Údolí je železniční stanice v zaniklé osadě Nové Údolí která je součástí obce Stožec ležící Jihočeském kraji, okrese Prachatice. Stanice leží na jednokolejné železniční trati Číčenice – Nové Údolí.

## Provoz osobní dopravy
Pravidelné vlakové spoje z Nového Údolí provozuje společnost GW Train Regio ve směrech Číčenice, Český Krumlov, České Budějovice, Prachatice a Volary.

## Historie

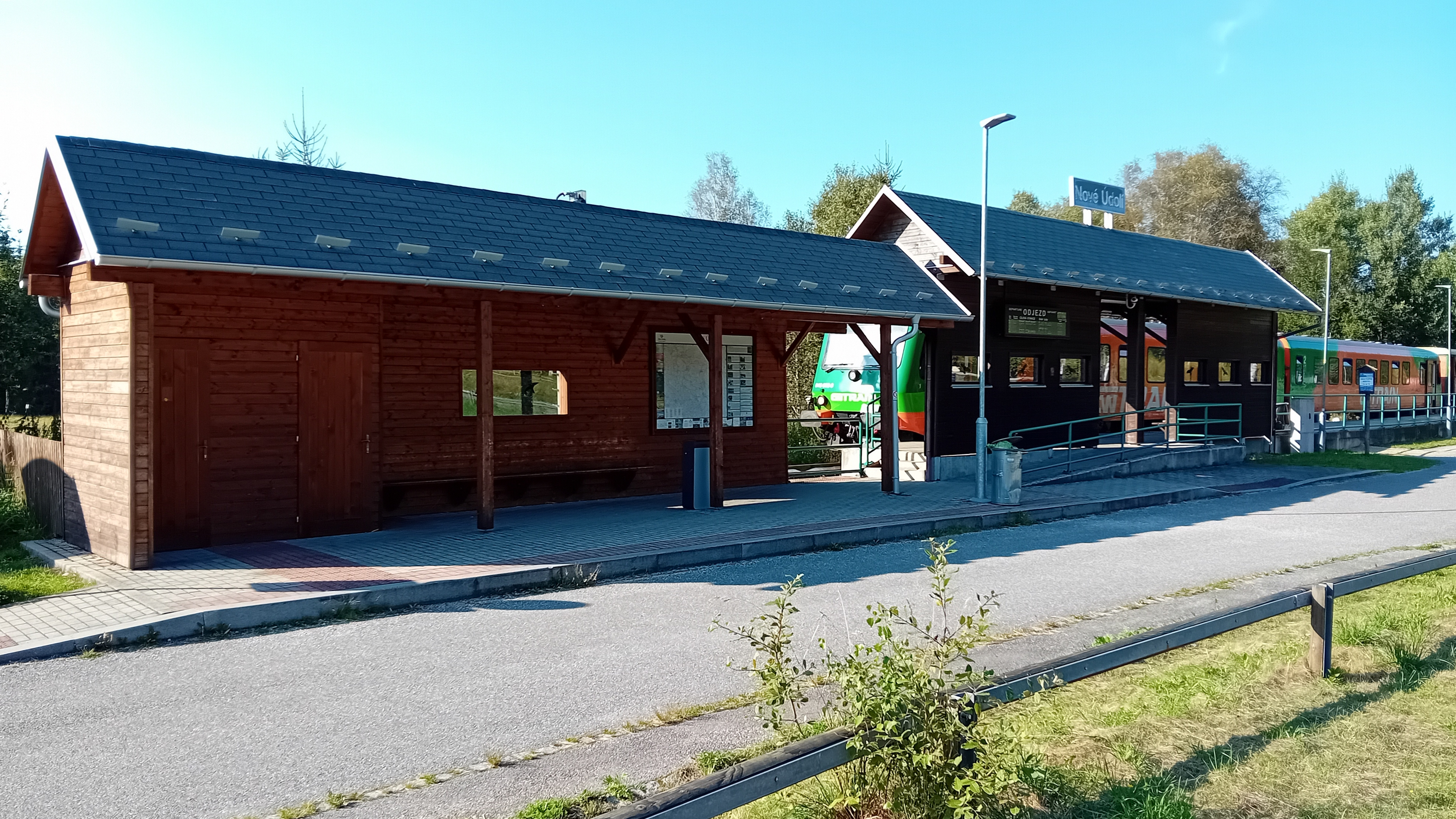
Předstaniční prostor

Na podzim roku 1910 zde byla postavena železniční trať. Po druhé světové válce a vysídlení německých obyvatel přišli do Nového Údolí noví osadníci, v roce 1948 však byli vystěhováni a byla zbudována železná opona. Trať do Bavorska byla fyzicky přerušena, když bylo několik desítek metrů kolejí na české straně vytrháno. Železniční trať z Černého Kříže zůstala sice zachována, ale osobní vlaky od 70. let končily jízdu nuceně ve Stožci, za nímž byla trať přehrazena vraty a zatarasena výkolejkou, a do Nového Údolí jezdily jen kontrolované manipulační vlaky se dřevem. Proto byl na německé straně 18 km dlouhý úsek železnice z Haidmühle do Jandelsbrunnu v roce 1974 rozebrán. Provoz osobních vlaků do Nového Údolí byl na české straně obnoven 30. června 1990. V roce 1994 byl založen spolek Pošumavská jižní dráha, který symbolicky obnovil koleje až přímo na státní hranici (v délce 105 m) a v květnu 1997 zde otevřel minimuzeum šumavských lokálek umístěné v historickém železničním voze.[zdroj?] Do 9. prosince 2017 zde provozovaly pravidelnou osobní dopravu České dráhy, od 10. prosince převzala tuto dopravu společnost GW Train Regio.

## Fotogalerie

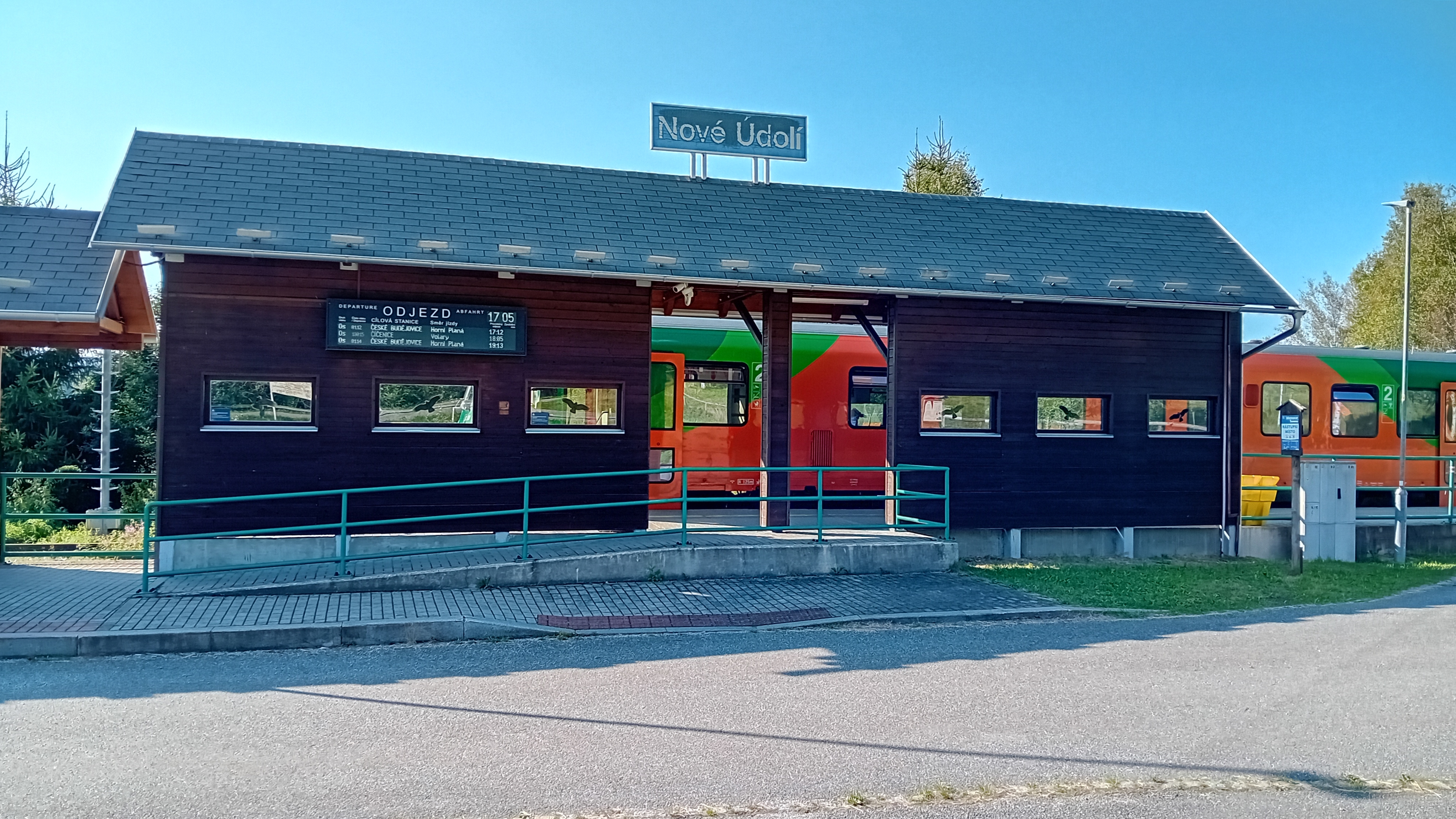
Staniční přístřešek
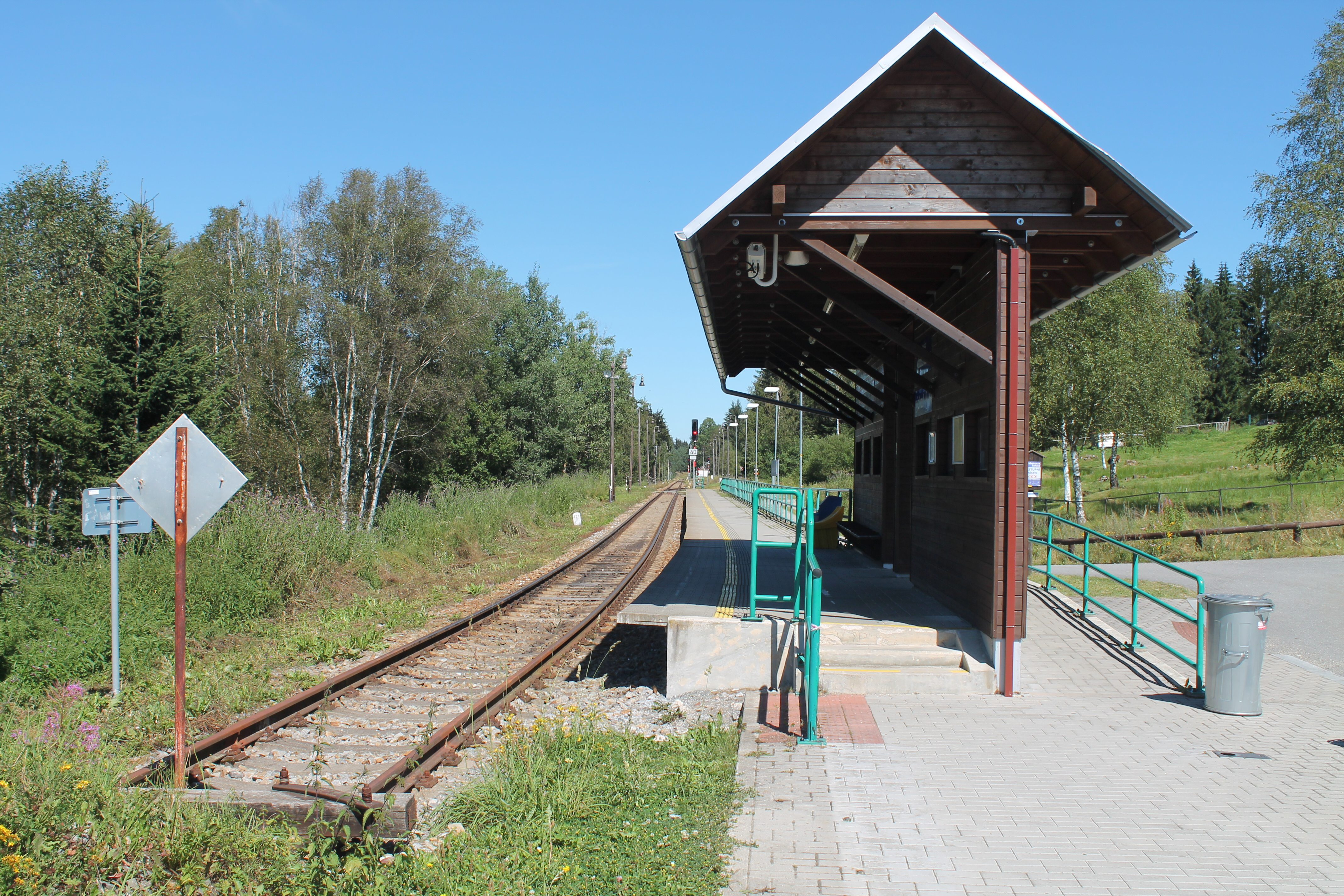
Nádraží v roce 2020
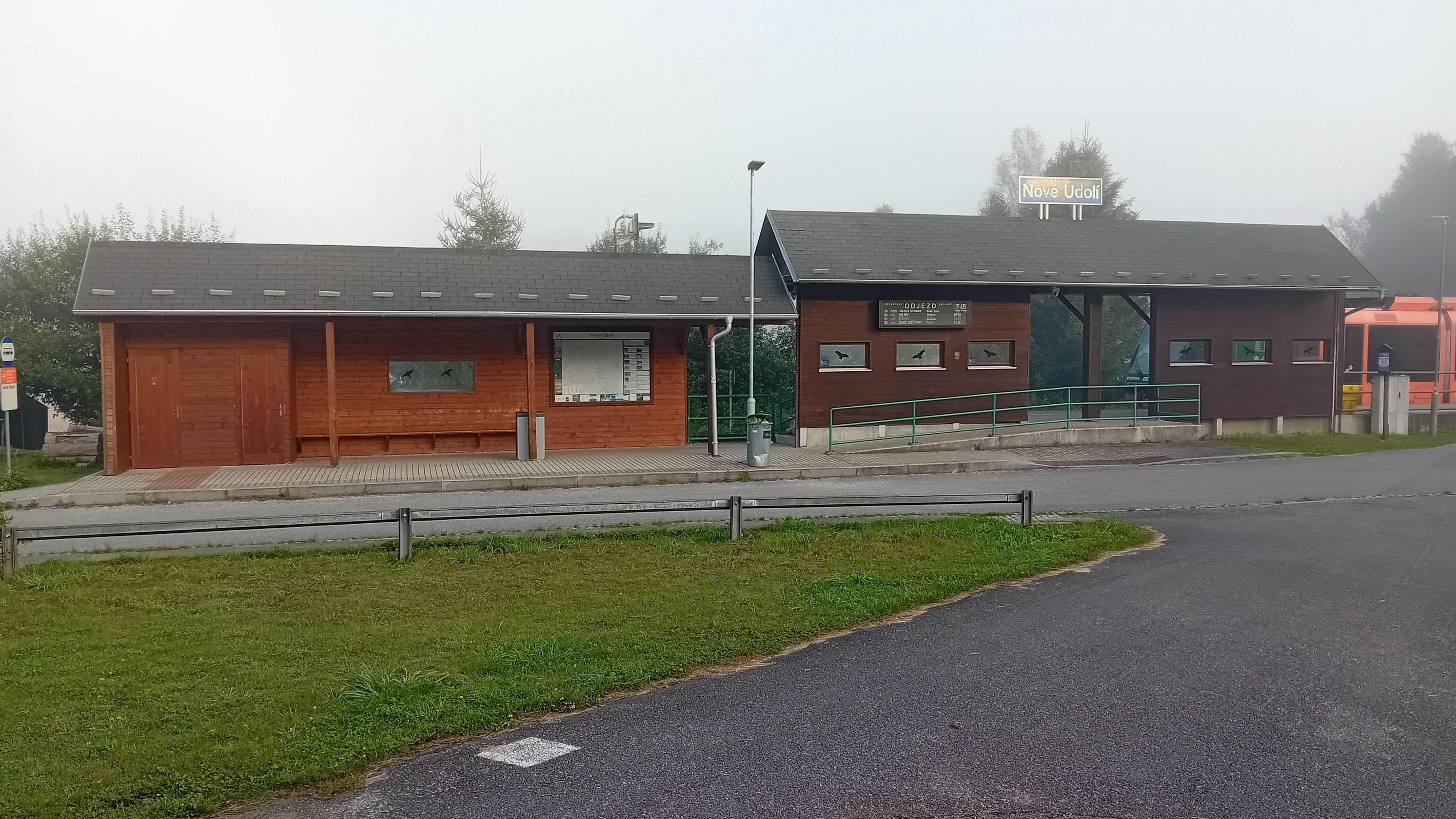
Nádraží v mlze
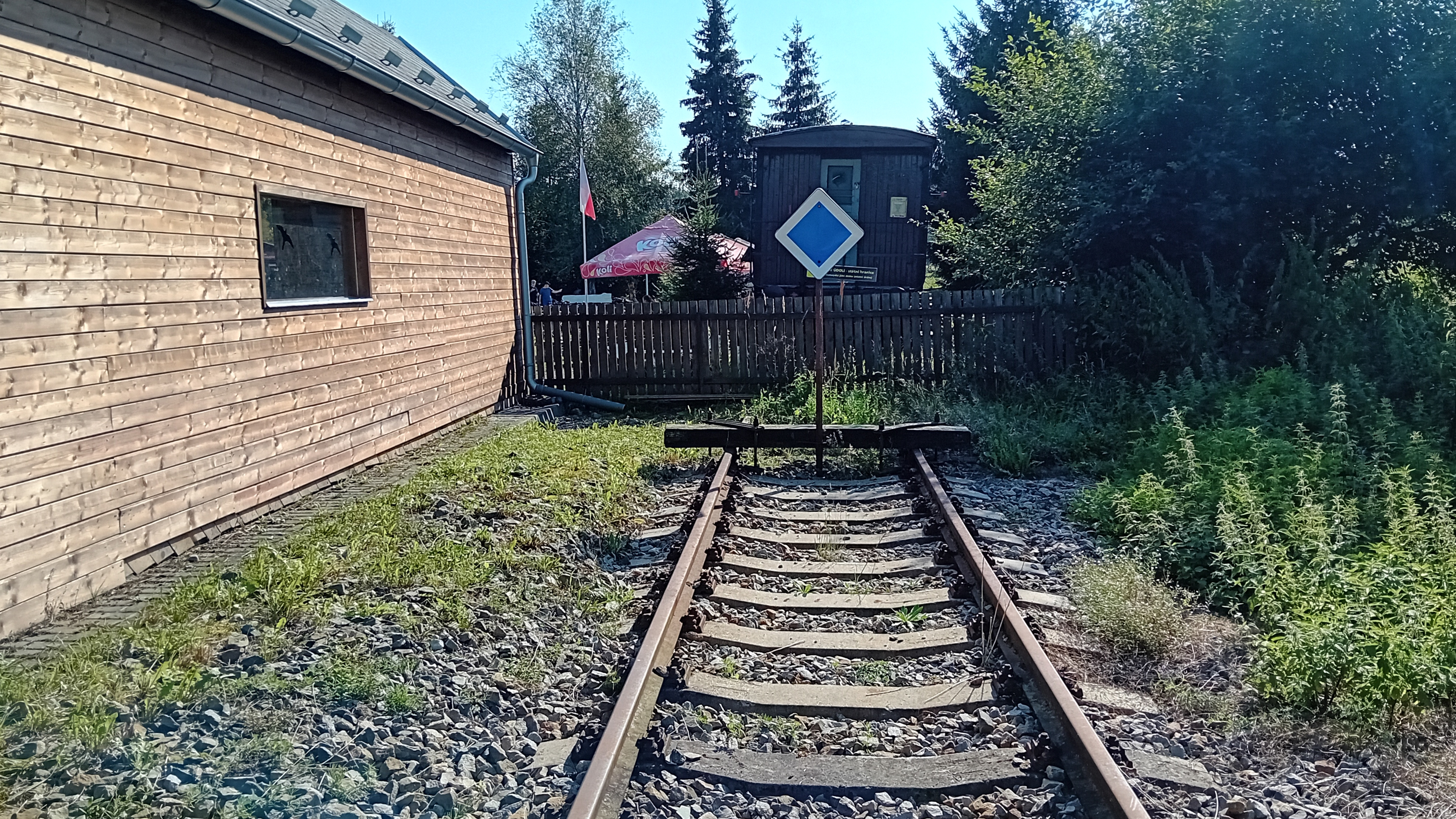
Konec tratě
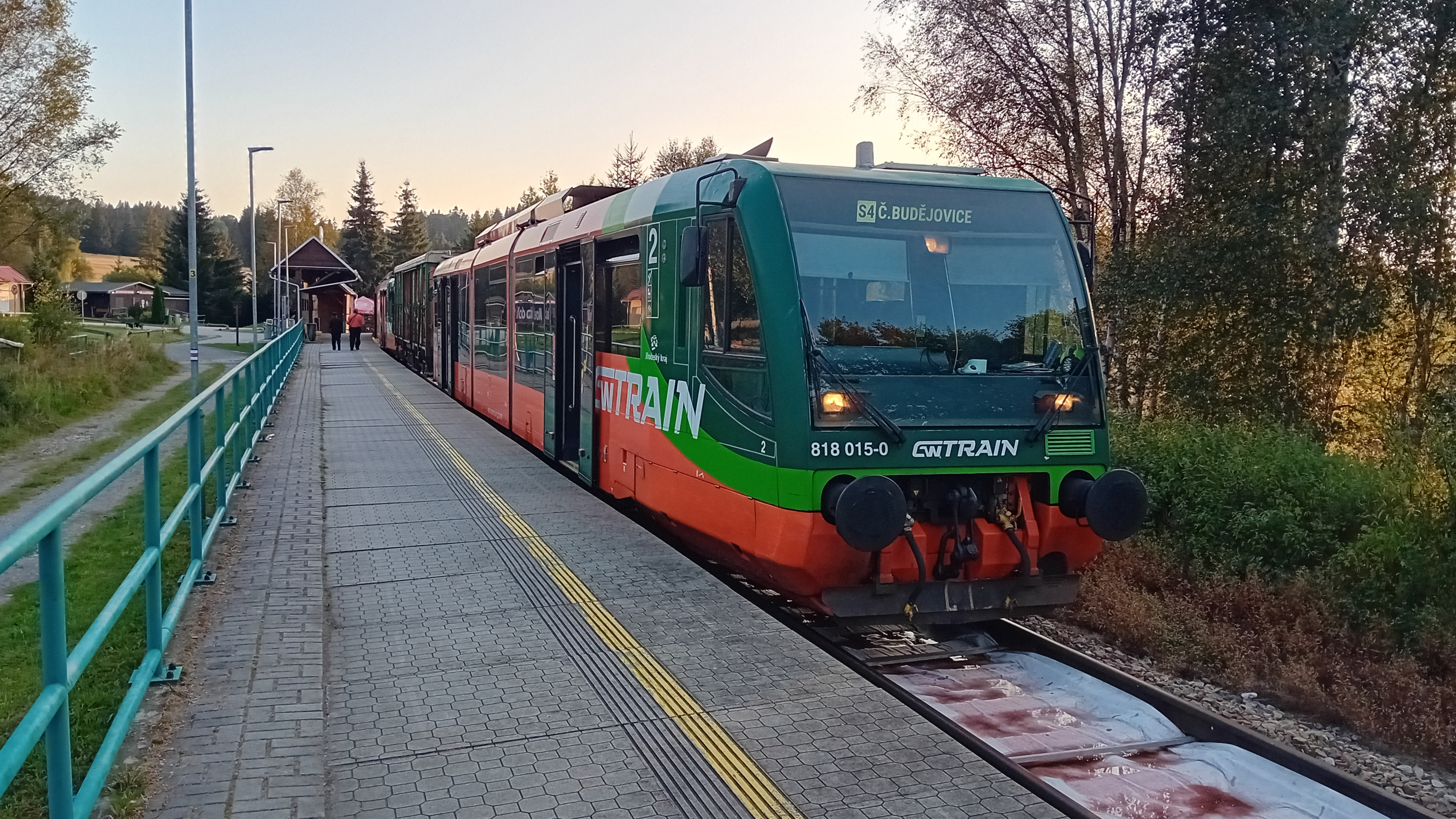
Vlaková souprava ve stanici
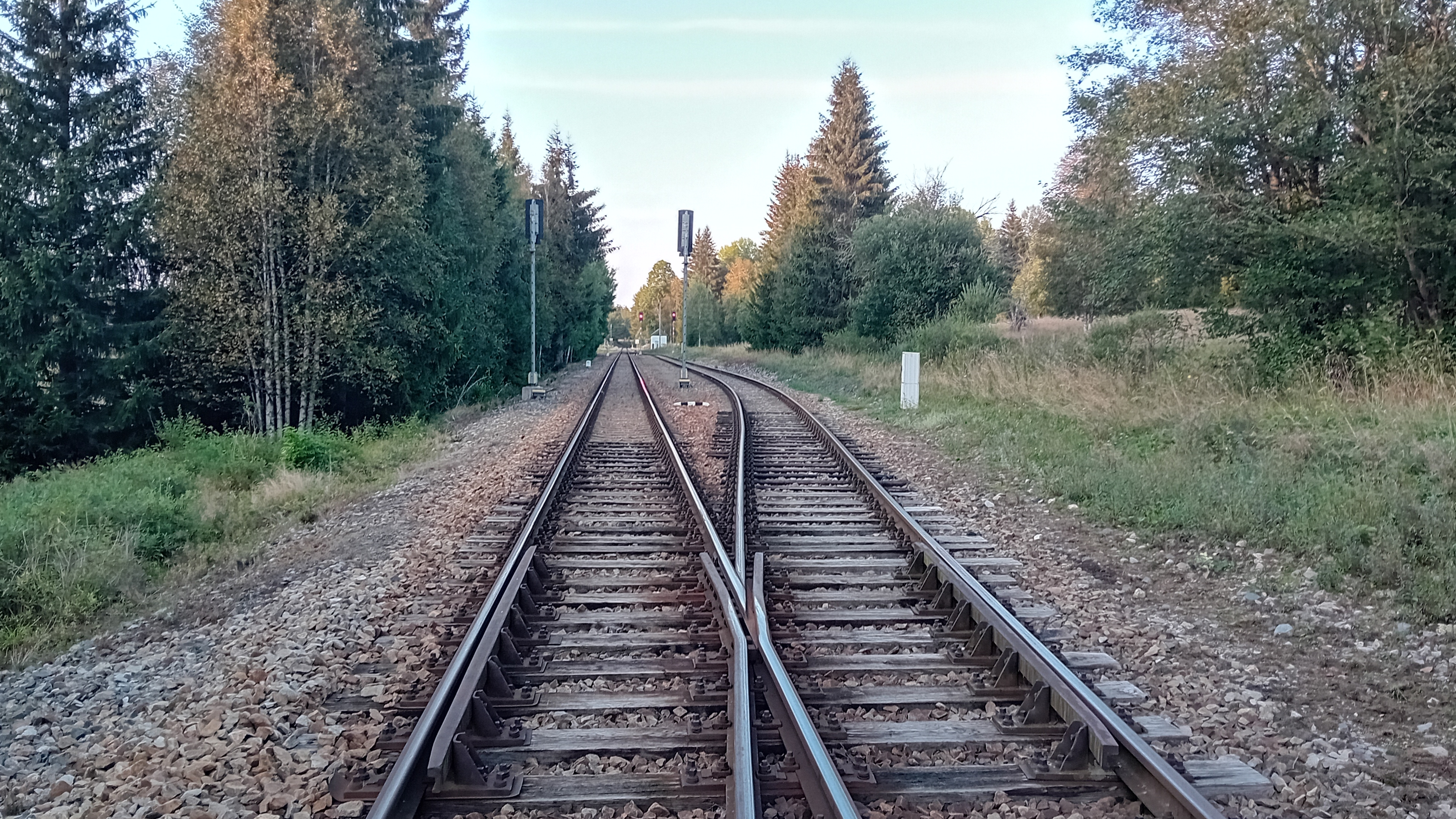
Kolejiště ve stanici